# 임창민
임창민(林昶暋, 1985년 8월 25일 ~ )은 KBO 리그 삼성 라이온즈의 불펜 투수이다.

## 아마추어 시절
광주동성고등학교 3학년 때인 2003년 청룡기 전국고교야구 선수권대회에서 투수 한기주와 함께 팀의 우승을 이끌었다. 하지만 2004년 신인 드래프트에서 지명되지 못하고 연세대학교에 진학했다.
연세대학교 시절 정민혁과 함께 원투 펀치를 형성하며 대학 리그를 평정했고, 2~3학년 때 정민혁과 함께 연고전에서 고대를 상대로 2연승을 거뒀다. 2학년 때인 2005년에는 정민혁, 장원삼, 김대우 등과 함께 한국 아마추어 국가대표팀에 선발돼 미국 캘리포니아주 올스타팀들과 친선 야구 시리즈에 참가했다.
2006년에는 대통령기 전국대학야구대회 MVP를 수상하며 연세대학교의 우승에 기여했다. 4학년 때인 2007년에는 베이징 올림픽 3차 엔트리에 아마추어 투수로서 김준과 함께 유이하게 이름을 올려 세간에 관심을 받았지만 최종 엔트리에 들지 못했다.

## 현대 유니콘스시절
2008년 2차 2라운드 지명을 받아 입단했다.

## 우리 히어로즈&넥센 히어로즈시절
입대 전까지 별다른 활약을 보이지 못했다.

## 경찰 야구단시절
2009년 말에 입대해 군 복무를 마쳤다.

## NC 다이노스시절
2012년 11월 18일 당시 넥센 히어로즈 소속이었던 그와 차화준, NC 다이노스 소속이었던 김태형과 2:1 트레이드를 통해 이적하였다.

### 2013년
5월 16일 롯데전에서 상대 투수 강승현의 실책으로 팀이 역전해 데뷔 첫 구원 승을 기록했다. 친정 팀 넥센 히어로즈전에 강했다. 10월 5일 SK 와이번스와의 경기에서 1이닝 2실점(1자책)을 하며 패전 위기에 몰렸으나 박정준의 2점 홈런으로 승리 투수가 됐다. 시즌 9홀드로 팀 내 투수들 중 가장 많은 홀드를 기록했다. 피홈런이 다소 많지만 낮은 피안타율(0.186)로 필승조 불펜으로 활약하며 후반기 불펜의 안정화에 기여했다.

### 2014년
시즌 초반에는 필승조 계투였으나 구위가 떨어지며 4~6월에 4승(2패), 3홀드, 1세이브, 평균자책점 6.27을 기록했다. 전반기 27경기에 등판해 평균자책점 6.75, 4승 2패, 1세이브, 3홀드로 부진했다.
8월 말에 1군에 복귀했다. 후반기 14경기에 등판해 평균자책점 0.45, 2승 1패, 2홀드, 20이닝으로 안정적인 모습을 보였다.

#### 2014년 준플레이오프
4경기에 모두 등판해 6이닝 5탈삼진, 1실점을 기록했다. 10월 24일 3차전에서 1이닝 1피안타, 무실점으로 홀드를 기록했다. 팀 내 불펜 중 가장 안정감 있는 모습을 보여줬다.
| 평균자책점 | 경기 | 승 | 패 | 세 | 홀 | 완투 | 완봉 | 이닝 | 피안타 | 피홈런 | 볼넷 | 사구 | 삼진 | 실점 | 자책점 |
| ---------- | ---- | -- | -- | -- | -- | ---- | ---- | ---- | ------ | ------ | ---- | ---- | ---- | ---- | ------ |
| 1.50       | 4    | 0  | 0  | 0  | 1  | 0    | 0    | 6    | 4      | 0      | 0    | 0    | 5    | 1    | 1      |

### 2015년
감기 몸살로 인해 스프링 캠프 도중 귀국했다. 김진성이 종아리 부상으로 이탈해 마무리로 보직이 변경됐다. 5월 30일 KIA 타이거즈와의 경기에서 구원 등판해 1.2이닝 3탈삼진, 무실점으로 세이브를 기록하며 데뷔 첫 두 자릿수 세이브를 기록했다. 전반기 35경기에 등판해 37이닝 평균자책점 3.41, 1승 3패, 16세이브, 12볼넷, 49탈삼진을 기록했다.
8월 2일 넥센 히어로즈와의 경기에서 1.1이닝 3피안타, 1실점으로 데뷔 첫 20세이브를 기록했다. 9월 29일 넥센 히어로즈와의 경기에서 1이닝 1피안타, 1탈삼진, 무실점으로 30세이브를 기록했다.
임창용에 이어 세이브 2위를 기록했다.

#### 2015년플레이오프
3경기에 등판해 1.1이닝 2탈삼진, 3실점을 기록했다.
| 평균자책점 | 경기 | 승 | 패 | 세 | 홀 | 완투 | 완봉 | 이닝 | 피안타 | 피홈런 | 볼넷 | 사구 | 삼진 | 실점 | 자책점 |
| ---------- | ---- | -- | -- | -- | -- | ---- | ---- | ---- | ------ | ------ | ---- | ---- | ---- | ---- | ------ |
| 20.25      | 3    | 0  | 0  | 0  | 0  | 0    | 0    | 1.1  | 3      | 0      | 1    | 0    | 2    | 3    | 3      |

### 2016년
2015년에 이어 팀의 마무리를 맡았고, 후반기에는 주로 중간 계투로 나왔다.
65경기에 등판해 70이닝 1승 3패, 6홀드, 26세이브, 2점대 평균자책점을 기록했다.

#### 2016년 플레이오프
10월 21일 LG 트윈스와의 1차전에서 0.2이닝 3구를 투구하며 18년만에 플레이오프 최소 투구 승리 투수 신기록을 경신했다. 그는 이 승리로 포스트시즌 첫 승을 기록했다.
2경기에 등판해 2.1이닝 1승, 2볼넷을 기록했다.
| 평균자책점 | 경기 | 승 | 패 | 세 | 홀 | 완투 | 완봉 | 이닝 | 피안타 | 피홈런 | 볼넷 | 사구 | 삼진 | 실점 | 자책점 |
| ---------- | ---- | -- | -- | -- | -- | ---- | ---- | ---- | ------ | ------ | ---- | ---- | ---- | ---- | ------ |
| 0.00       | 2    | 1  | 0  | 0  | 0  | 0    | 0    | 2.1  | 0      | 0      | 2    | 0    | 0    | 0    | 0      |

#### 2016년 한국시리즈
3경기에 등판해 4.2이닝 3탈삼진, 1실점을 기록했다.
| 평균자책점 | 경기 | 승 | 패 | 세 | 홀 | 완투 | 완봉 | 이닝 | 피안타 | 피홈런 | 볼넷 | 사구 | 삼진 | 실점 | 자책점 |
| ---------- | ---- | -- | -- | -- | -- | ---- | ---- | ---- | ------ | ------ | ---- | ---- | ---- | ---- | ------ |
| 1.93       | 3    | 0  | 1  | 0  | 0  | 0    | 0    | 4.2  | 2      | 0      | 2    | 0    | 3    | 1    | 1      |

### 2017년
6월 15일 넥센 히어로즈와의 경기에서 역대 11번째 3년 연속 20세이브를 기록했다.

### 2018년
시즌 8경기에 등판해 1패, 3세이브, 6점대 평균자책점을 기록했다.

### 2019년
시즌 20경기에 등판해 1패, 2홀드, 2점대 평균자책점을 기록했다.

### 2020년
시즌 44경기에 등판해 7승 2패, 11홀드, 5점대 평균자책점을 기록했다.

### 2021년
시즌 46경기에 등판해 3패, 17홀드, 3점대 평균자책점을 기록했다. 2021년 11월에 방출됐다.

## 두산 베어스시절
2021년 12월에 입단하였다. 2022년 시즌 후 재계약에 실패했다.

## 키움 히어로즈시절
2022년 11월에 입단하며 10년만에 복귀했다.

## 국가대표 경력

### 2015년 WBSC 프리미어 12
도박 파문으로 인해 윤성환, 안지만, 임창용이 국가대표에서 탈락하자 그와 장원준, 심창민이 국가대표팀에 합류했다. 11월 14일 멕시코와의 경기에서 1.1이닝 2탈삼진, 1실점(무자책), 11월 16일 쿠바와의 경기에서 1이닝 무실점, 11월 19일 일본과의 준결승전에서 0.1이닝 무실점, 11월 21일 미국과의 결승전에서 1이닝 1볼넷, 2탈삼진, 무실점을 기록했다. 쿠바전과 일본전에서 승리 투수가 되며 2승을 기록해 우승에 공헌했다.

### 2017년WBC
임정우를 대신해 선출됐다.

## 배우자
- '민유경' (2017년 ~ 현재)

## 수상
- 2003년 청룡기 고교 야구 우수 투수상
- 2006년 제 40회 대통령기 전국대학야구대회 최우수 선수상

## 출신 학교
- 광주대성초등학교
- 광주동성중학교
- 광주동성고등학교
- 연세대학교 체육교육학과

## 통산 기록
| 연도 | 팀명     | 평균자책점 | 경기 | 완투 | 완봉 | 승 | 패 | 세  | 홀 | 승률  | 타자 | 이닝 | 피안타 | 피홈런 | 볼넷 | 사구 | 탈삼진 | 실점 | 자책점 |
| ---- | -------- | ---------- | ---- | ---- | ---- | -- | -- | --- | -- | ----- | ---- | ---- | ------ | ------ | ---- | ---- | ------ | ---- | ------ |
| 2009 | 히어로즈 | 36.00      | 2    | 0    | 0    | 0  | 0  | 0   | 0  | -     | 8    | 1    | 2      | 0      | 3    | 0    | 0      | 4    | 4      |
| 2012 | 넥센     | 4.50       | 3    | 0    | 0    | 0  | 0  | 0   | 0  | -     | 18   | 4    | 3      | 0      | 3    | 0    | 2      | 2    | 2      |
| 2013 | NC       | 3.76       | 54   | 0    | 0    | 6  | 6  | 4   | 9  | 0.500 | 264  | 64⅔  | 41     | 10     | 32   | 2    | 63     | 29   | 27     |
| 2014 | NC       | 4.39       | 41   | 0    | 0    | 6  | 3  | 1   | 5  | 0.667 | 240  | 53⅓  | 50     | 5      | 29   | 2    | 53     | 28   | 26     |
| 2015 | NC       | 3.80       | 61   | 0    | 0    | 1  | 5  | 31  | 0  | 0.167 | 266  | 64   | 57     | 7      | 21   | 1    | 72     | 28   | 27     |
| 2016 | NC       | 2.57       | 65   | 0    | 0    | 1  | 3  | 26  | 6  | 0.250 | 302  | 70   | 61     | 5      | 30   | 5    | 91     | 22   | 20     |
| 2017 | NC       | 3.68       | 60   | 0    | 0    | 4  | 3  | 29  | 0  | 0.571 | 272  | 66   | 60     | 10     | 23   | 1    | 62     | 27   | 27     |
| 2018 | NC       | 6.43       | 8    | 0    | 0    | 0  | 1  | 3   | 0  | 0.000 | 33   | 7    | 8      | 2      | 2    | 0    | 9      | 6    | 5      |
| 2019 | NC       | 2.40       | 20   | 0    | 0    | 0  | 1  | 0   | 2  | 0.000 | 64   | 15   | 14     | 1      | 8    | 1    | 10     | 6    | 4      |
| 2020 | NC       | 5.26       | 44   | 0    | 0    | 7  | 2  | 0   | 11 | 0.778 | 179  | 37⅔  | 39     | 4      | 23   | 2    | 44     | 26   | 22     |
| 2021 | NC       | 3.79       | 46   | 0    | 0    | 0  | 3  | 0   | 17 | 0.000 | 178  | 40⅓  | 35     | 2      | 20   | 4    | 29     | 23   | 17     |
| 2022 | 두산     | 3.95       | 32   | 0    | 0    | 0  | 0  | 2   | 6  | -     | 124  | 27⅓  | 26     | 3      | 10   | 3    | 21     | 15   | 12     |
| 2023 | 키움     | 2.51       | 51   | 0    | 0    | 2  | 2  | 26  | 1  | 0.500 | 209  | 46⅔  | 51     | 3      | 17   | 2    | 40     | 16   | 13     |
| 2024 | 삼성     | 3.98       | 60   | 0    | 0    | 2  | 1  | 1   | 28 | 0.667 | 253  | 54⅓  | 60     | 4      | 30   | 2    | 50     | 26   | 24     |
| 통산 | 14시즌   | 3.75       | 547  | 0    | 0    | 29 | 30 | 123 | 85 | 0.492 | 2410 | 551⅓ | 56     | 251    | 507  | 25   | 546    | 258  | 230    |

## 주요 기록
| 기록              | 날짜            | 소속팀 | 상대팀 | 상대타자 | 구장 | 이전 기록 | 기타        |
| ----------------- | --------------- | ------ | ------ | -------- | ---- | --------- | ----------- |
| 3년 연속 20세이브 | 2017년 6월 15일 | NC     | 넥센   |          | 고척 | 봉중근    | 역대 11번째 |